# HMS Decoy (1894)
HMS Decoy − brytyjski niszczyciel (w oryginalnej nomenklaturze Torpedo Boat Destroyer) typu Daring. Był jedną z sześciu jednostek prototypowych, które są uważane za jedne z pierwszych okrętów tej klasy na świecie. Do służby w Royal Navy wszedł w 1895 roku. Zatonął po kolizji z niszczycielem HMS „Arun” w 1904 roku.

## Projekt i budowa
Na początku lat 90. XIX wieku Royal Navy stanęła w obliczu zagrożenia jakie stwarzały nowe francuskie torpedowce. W 1892 roku trzecim lordem Admiralicji został admirał John Fisher, który był odpowiedzialny za proces modernizacji Royal Navy. Opracował on koncepcję nowych okrętów, które dzięki większej prędkości i silniejszemu uzbrojeniu, były by w stania zwalczać torpedowce. W celu przetestowania nowej koncepcji złożył zamówienie w trzech stoczniach na 6 okrętów. Stocznie otrzymały ogólną specyfikację okrętów, dokładny projekt techniczny musiały jednak opracować same. Koszt jednego okrętu wynosił ok. 36 tysięcy funtów.
W ramach projektu budowy 6 prototypowych niszczycieli, dwa z nich miała zbudować stocznia Thornycroft. Budowa okrętów „Daring” i „Decoy” rozpoczęła się w lipcu 1892 roku. „Decoy” został zwodowany  2 lutego 1894 roku.
Siłownia okrętu składała się z dwóch silników parowych, dla których parę wytwarzały dwa kotły wodnorurkowe. Moc siłowni dochodząca do 4200 KM, pozwalała okrętowi osiągnąć maksymalną prędkość 27 węzłów.

## Służba
HMS „Decoy” wszedł do służby w czerwcu 1895 roku. Okręt zatonął 13 sierpnia 1904 roku, po kolizji z niszczycielem HMS „Arun” w pobliżu wysp Scilly w czasie nocnych manewrów .